# シロネ
シロネ（白根、学名：Lycopus lucidus ）は、シソ科シロネ属の多年草。

## 特徴
地下茎は白く、径1cm以上に肥大し、横に伸びる。茎は地下茎から直立し、太い4角形で、高さは80-120cmになり、枝分かれはしない。節の部分がやや黒色になり、白い毛が生えるが、節以外の部分に毛は無い。葉はやや密に対生し、葉柄が無いか短い柄があり、葉身は広披針形から狭長楕円形で、長さ8-15cm、幅1.5-4cmになり、上部のものはしだいに小さくなる。葉先は鋭くとがり、縁には粗い鋸歯がある。葉の質は硬く、毛が無く光沢がある。
花期は8-10月。上部の各葉腋に小型の花を密につける。萼は長さ4-5mmになり、中ほどまで5裂し、裂片は細く先は刺状に鋭くとがる。花冠は白色で、長さ約5mm、筒部が短い唇形で、上唇が2裂し、上唇よりやや長い下唇が大きく3裂する。雄蕊は2個ある。個体によって、雄蕊が長く花柱が短いものと、その逆のものがある。果実は4個の分果で、分果は長さ2mmの幅の広いくさび形になる。

## 分布と生育環境
日本では、北海道、本州、四国、九州に分布し、池、沼の水辺やほとりに広がる湿地に生育する。世界では、東アジア、北アメリカに分布する。

## 和名の由来
白根の意味で、地下茎が太く白いのでシロネという。

## 利用
晩秋から初冬にかけて、白い地下茎を掘りとって食用とする。きれいに洗って泥をおとし、熱湯でゆでてから、みそ煮、辛子マヨネーズなどで食す。生のまま、天ぷら、バター炒め、フライ料理などにも利用できる。

## 下位分類
- ケシロネ Lycopus lucidus Turcz. ex Benth. f. hirtus (Regel) Kitag.[6] - 茎や葉裏に長い毛があるもの[3][4]。